# Municipio de South Annville
El municipio de South Annville  (en inglés: South Annville Township) es un municipio ubicado en el condado de Lebanon en el estado estadounidense de Pensilvania. En el año 2000 tenía una población de 2.946 habitantes y una densidad poblacional de 57.9 personas por km².

## Geografía
El municipio de South Annville se encuentra ubicado en las coordenadas 40°18′00″N 76°30′59″O / 40.30000, -76.51639.

## Demografía
Según la Oficina del Censo en 2000 los ingresos medios por hogar en la localidad eran de $51,168 y los ingresos medios por familia eran $54,813. Los hombres tenían unos ingresos medios de $37,463 frente a los $26,591 para las mujeres. La renta per cápita para la localidad era de $22,040. Alrededor del 3,8% de la población estaban por debajo del umbral de pobreza.